# Юматовська сільська рада
Юма́товська сільська рада (рос. Юматовский сельский совет) — муніципальне утворення у складі Уфимського району Башкортостану, Росія. Адміністративний центр — село Санаторія Юматово імені 15-ліття БАССР.

## Населення
Населення — 3916 осіб (2019, 3497 в 2010, 3207 в 2002).

## Склад
До складу поселення входять такі населені пункти:
| Населений пункт                              | Населення, осіб (2002) | Населення, осіб (2010) |
| -------------------------------------------- | ---------------------- | ---------------------- |
| Санаторія Юматово імені 15-ліття БАССР, село | 585                    | 532                    |
| Станції Юматово, село                        | 539                    | 688                    |
| Уптіно, присілок                             | 156                    | 324                    |
| Юматово, присілок                            | 1246                   | 1598                   |
| Юматовського сільхозтехнікума, село          | 681                    | 355                    |